# Arroyo de la Motilleja
Arroyo de la Motilleja är ett periodiskt vattendrag i Spanien.   Det ligger i provinsen Provincia de Albacete och regionen Kastilien-La Mancha, i den centrala delen av landet, 220 km sydost om huvudstaden Madrid.